# Plesiotypotherium
Plesiotypotherium — вимерлий рід Notoungulate, що належить до підряду Typotheria. Він жив від середнього до пізнього міоцену, а його скам'янілі останки були виявлені в Південній Америці.

## Опис
Ця тварина була трохи схожа на сучасних вомбатів, але була трохи більшою за розміром. Plesiotypotherium, як і його родичі Trachytherus і Mesotherium, характеризувався посткраніальним скелетом, придатним для риття. Його лопатка характеризувалася дистально розташованою надлопатковою ямкою; дельтоподібний гребінь добре розвинений. Плечова кістка Plesiotypotherium була дещо тоншою, ніж у Trachytherus, і мала характерну перфорацію в ямці олекранону. Ліктьова кістка характеризувалася добре розвиненим олекраном, а в проксимальній ділянці променевої кістки з'єднувалася з основною кісткою сесамоподібна кістка; дистальний відділ променевої кістки мав особливі борозенки для сухожилків м'яза-розгинача. Рука була сильною; зап'ясткові кістки, п'ясткові кістки і фаланги були особливо міцними. Область тазу Plesiotypotherium характеризувалася п'ятьма хребцями, міцно зрощеними один з одним. Поперечні відростки передостаннього хребця міцно зрощені з сідничною кісткою. Череп характеризувався великими передніми різцями, відокремленими від задніх зубів великою діастемою.

## Палеоекологія
Дослідження, проведені на посткраніальному скелеті Plesiotypotherium, дозволили визначити, що він був пристосований для того, щоб зариватися в землю, можливо, щоб розкопати своє харчування, яке потенційно складається з коренів і бульб. Цілком ймовірно, що Plesiotypotherium achirense жив групами, як численні сучасні травоїдні унгуляти.